# Біджієв Хасанбі Едуардович
Хасанбі Едуардович Біджієв (рос. Хасанби Эдуардович Биджиев; нар. 19 травня 1966, Нальчик, РРФСР) — радянський та російський футболіст, російський футбольний тренер, чинний наставник махачкалинського «Динамо». Майстер спорту СРСР (1990). Срібний призер чемпіонату Росії 1995, фіналіст розіграшу Кубку СРСР 1989/90. Володар Кубка Росії 1995/96 та 1996/97 років у складі московського «Локомотива».
Найвідоміший за своїми виступами за московський «Локомотив», у складі якого двічі ставав бронзовим призером чемпіонату Росії у 1994 та 1998 роках та срібним призером у 1995 році, а також брав участь у фіналі Кубку країни у 1990 році.

## Клубна кар'єра
Вихованцем СДЮШОР «Ельбрус» міста Нальчик (тренери — Анатолій Опанасович Алдишев та Володимир Георгійович Бєляєв). Кар'єру гравця розпочав 1983 року в місцевій команді Другої союзної ліги «Спартак». Два сезони по тому поповнив лави ростовського СКА. За три роки, проведених у команді, один раз виходив на поле у вищій лізі (1985 рік) та 87 матчів у першій лізі.
1988 року провів 15 матчів у складі московських армійців. З 1989 по 1998 рік протягом десяти років виступав за московський «Локомотив», з короткочасною перервою, коли грав у чемпіонаті Ізраїлю спочатку за «Хапоель» із Петах-Тікви, а потім за «Хапоель» (Тель-Авів). Разом з «Локомотивом» ставав срібним призером у 1995 році та двічі бронзовим призером чемпіонату Росії у 1994 та 1998 роках, брав участь у фіналі Кубку СРСР 1990 року. Володар Кубка Росії 1995/96 та 1996/97 років.
Провів три зустрічі у розіграші Кубку володарів кубків 1997/98, у яких пропустив один м'яч.

## Кар'єра тренера
З 2000 по грудень 2006 року працював технічним директором «Локомотива», але після звільнення з посади президента клубу Валерія Філатова також залишив свою посаду. 2007 року призначений спортивним директором пермського «Амкара». Наприкінці 2008 року після закінчення контракту повернувся до Москви за сімейними обставинами.
12 грудня 2010 року закінчив 240-годинне навчання та отримав тренерську ліцензію категорії Pro. З грудня 2010 по червень 2011 року працював асистентом Володимира Ештрекова в нальчикському «Спартаку». Після відставки Ештрекова з посади головного тренера покинув команду.
У вересні 2011 року став асистентом Міодрага Божовича у пермському «Амкарі», і після закінчення сезону 2011/12 років залишив клуб.
У червні 2012 року призначений спортивним директором махачкалинського «Анжи». У червні 2013 року увійшов до тренерського штабу Гуса Гіддінка, поєднував роботу спортивного директора та помічника головного тренера «Анжи».
24 січня 2014 року призначений головним тренером «Спартака-Нальчика». Під його керівництвом колектив посів 10-те місце у ФНЛ. Проте з фінансових причин команда почала виступати у ПФЛ. У сезоні 2015/16 «Спартак-Нальчик» під керівництвом Біджієва посів перше місце у південній зоні та повернувся до ФНЛ, але за підсумками сезону 2016/17 років вилетів назад до ПФЛ.
У вересні 2017 року залишив «Спартак-Нальчик» і перейшов до курського «Авангарду». 31 травня 2018 року залишив «Авангард».
6 липня 2021 року наказом глави Мінспорту КБР знову призначений головним тренером нальчикського «Спартака», де змінив раніше звільненого Ашамаза Шакова.
7 лютого 2024 року стало відомо, що Біджієв 8 лютого прибуде до розташування махачкалінського «Динамо» на турецькому зборі клубу для підписання контракту. У сезоні 2023/24 років «динамівці», вперше в історії вивів вийшли до російської Прем'єр-ліги.

## Поза футболом
Закінчив економічний факультет Кабардино-Балкарського державного університету, у період з 1998 по 2000 рік працював у Рахунковій палаті Російської Федерації.

## Статистика виступів

### Клубна
| Клуб                     | Сезон             | Чемпіонат         | Чемпіонат | Чемпіонат | Кубок | Кубок | Єврокубки | Єврокубки | Інші  | Інші | Усього | Усього |
| Клуб                     | Сезон             | Рів.              | Матчі     | Голи      | Матчі | Голи  | Матчі     | Голи      | Матчі | Голи | Матчі  | Голи   |
| ------------------------ | ----------------- | ----------------- | --------- | --------- | ----- | ----- | --------- | --------- | ----- | ---- | ------ | ------ |
| «Спартак» (Нальчик)      | 1983              | III               | 30        | -47*      | 0     | 0     | 0         | 0         | 0     | 0    | 30     | -47*   |
| «Спартак» (Нальчик)      | 1984              | III               | 22        | -29       | 3     | -1    | 0         | 0         | 0     | 0    | 25     | -30    |
| «Спартак» (Нальчик)      | Загалом           | Загалом           | 52        | -76*      | 3     | -1    | 0         | 0         | 0     | 0    | 55     | -77*   |
| СКА (Ростов-на-Дону)     | 1985              | I                 | 1         | -2        | 0     | 0     | 0         | 0         | 0     | 0    | 1      | -2     |
| СКА (Ростов-на-Дону)     | 1986              | II                | 46        | -51       | 2     | -3    | 0         | 0         | 0     | 0    | 48     | -54    |
| СКА (Ростов-на-Дону)     | 1987              | II                | 41        | -52       | 2     | 0     | 0         | 0         | 0     | 0    | 43     | -52    |
| СКА (Ростов-на-Дону)     | Загалом           | Загалом           | 88        | -105      | 4     | -3    | 0         | 0         | 0     | 0    | 92     | -108   |
| ЦСКА (Москва)            | 1988              | II                | 15        | -16       | 0     | 0     | 0         | 0         | 0     | 0    | 15     | -16    |
| ЦСКА (Москва)            | Загалом           | Загалом           | 15        | -16       | 0     | 0     | 0         | 0         | 0     | 0    | 15     | -16    |
| «Локомотив» (Москва)     | 1989              | I                 | 7         | -8        | 4     | -2    | 0         | 0         | 0     | 0    | 11     | -10    |
| «Локомотив» (Москва)     | 1990              | II                | 11        | -10       | 4     | -7    | 0         | 0         | 2     | -2   | 17     | -19    |
| «Локомотив» (Москва)     | 1991              | I                 | 12        | -22       | 3     | -1    | 0         | 0         | 0     | 0    | 15     | -23    |
| «Локомотив» (Москва)     | 1992              | I                 | 2         | -4        | 0     | 0     | 0         | 0         | 0     | 0    | 2      | -4     |
| «Локомотив» (Москва)     | Загалом           | Загалом           | 32        | -44       | 11    | -10   | 0         | 0         | 2     | -2   | 45     | -56    |
| → «Локомотив-д» (Москва) | 1992              | III               | 9         | -?*       | 1     | -5    | 0         | 0         | 0     | 0    | 10     | -5*    |
| → «Локомотив-д» (Москва) | Загалом           | Загалом           | 9         | -?*       | 1     | -5    | 0         | 0         | 0     | 0    | 10     | -5*    |
| «Хапоель» (Петах-Тіква)  | 1992/93           | I                 | 5         | -7        | 0     | 0     | 0         | 0         | 0     | 0    | 5      | -7     |
| «Хапоель» (Петах-Тіква)  | Загалом           | Загалом           | 5         | -7        | 0     | 0     | 0         | 0         | 0     | 0    | 5      | -7     |
| «Хапоель» (Тель-Авів)    | 1992/93           | I                 | 5         | -7        | 0     | 0     | 0         | 0         | 0     | 0    | 5      | -7     |
| «Хапоель» (Тель-Авів)    | Загалом           | Загалом           | 5         | -7        | 0     | 0     | 0         | 0         | 0     | 0    | 5      | -7     |
| «Локомотив» (Москва)     | 1993              | I                 | 1         | -1        | 0     | 0     | 0         | 0         | 0     | 0    | 1      | -1     |
| «Локомотив» (Москва)     | 1994              | I                 | 3         | -2        | 0     | 0     | 0         | 0         | 0     | 0    | 3      | -2     |
| «Локомотив» (Москва)     | 1995              | I                 | 3         | -1        | 1     | -1    | 0         | 0         | 0     | 0    | 4      | -2     |
| «Локомотив» (Москва)     | 1996              | I                 | 2         | -1        | 0     | 0     | 0         | 0         | 0     | 0    | 2      | -1     |
| «Локомотив» (Москва)     | 1997              | I                 | 12        | -13       | 0     | 0     | 3         | -1        | 0     | 0    | 15     | -14    |
| «Локомотив» (Москва)     | 1998              | I                 | 1         | -2        | 0     | 0     | 0         | 0         | 0     | 0    | 1      | -2     |
| «Локомотив» (Москва)     | Загалом           | Загалом           | 22        | -20       | 1     | -1    | 3         | -1        | 0     | 0    | 26     | -22    |
| → «Локомотив-2» (Москва) | 1994              | IV                | 10        | -10       | 0     | 0     | 0         | 0         | 0     | 0    | 10     | -10    |
| → «Локомотив-2» (Москва) | 1995              | IV                | 3         | -2        | 0     | 0     | 0         | 0         | 0     | 0    | 3      | -2     |
| → «Локомотив-2» (Москва) | 1996              | IV                | 4         | -10       | 0     | 0     | 0         | 0         | 0     | 0    | 4      | -10    |
| → «Локомотив-2» (Москва) | 1997              | IV                | 13        | -11       | 0     | 0     | 0         | 0         | 0     | 0    | 13     | -11    |
| → «Локомотив-2» (Москва) | 1998              | III               | 10        | -16       | 0     | 0     | 0         | 0         | 0     | 0    | 10     | -16    |
| → «Локомотив-2» (Москва) | Загалом           | Загалом           | 40        | -49       | 0     | 0     | 0         | 0         | 0     | 0    | 40     | -49    |
| Усього за кар'єру        | Усього за кар'єру | Усього за кар'єру | 263       | -324*     | 20    | -20   | 3         | -1        | 2     | -2   | 288    | -347*  |

Примітки: позначкою * відзначені колонки, дані в яких, можливо, неповні у зв'язку з відсутністю протоколів першості СРСР 1983, а також протоколів першості другої ліги Росії 1992 років.
Джерела: Морозов И. А. История Кабардино-Балкарского футбола. — Астрахань, 2014., cska-games.ru, hpt.co.il, sportbox.ru, footballfacts.ru.

### Тренерська
Станом на 2018-05-31
| Клуб                | Країна | Початок роботи  | Завершення роботи | Досягнення | Досягнення | Досягнення | Досягнення | Досягнення | Досягнення | Досягнення |
| Клуб                | Країна | Початок роботи  | Завершення роботи | Іг         | В          | Н          | П          | % В        | % Н        | % П        |
| ------------------- | ------ | --------------- | ----------------- | ---------- | ---------- | ---------- | ---------- | ---------- | ---------- | ---------- |
| «Спартак-Нальчик»   | Росія  | 24 січня 2014   | 13 вересня 2017   | 97         | 37         | 35         | 25         | 38.14      | 36.08      | 25.78      |
| «Авангард» (Курськ) | Росія  | 13 вересня 2017 | 31 ьравня 2018    | 25         | 7          | 9          | 9          | 28.00      | 36.00      | 36.00      |

Джерело: sportbox.ru

## Досягнення

### Як гравця
«Локомотив» (Москва)
- Кубок СРСР
  -  Фіналіст (1): 1989/90

- Вища ліга Росії
  -  Срібний призер (1): 1995
  -  Бронзовий призер (2): 1994[22], 1998

- Кубок Росії
  -  Володар (2): 1995/96, 1996/97
  -  Фіналіст (1): 1997/98

### Як тренера
«Авангард» (Курськ)
- Кубок Росії
  -  Фіналіст (1): 2017/18

«Спартак-Нальчик»
- Першість ПФЛ, зона «Південь»
  -  Чемпіон (1): 2015/16

- Тренер року Першості ПФЛ, зона «Південь» (1): 2015/16